# Княжески дворец (Дубровник)
Княжеският дворец (на хърватски: Knežev dvor) е исторически и архитектурен паметник в Дубровник, Хърватия.

## История
Дворецът се намира в старата част на Дубровник. Той е построен през XV в. като резиденция на княза. По традиция всеки месец един от членовете на Великия съвет на Дубровнишката република е избиран за княз и се премества да живее в двореца. След като изтече този един месец той отстъпва мястото си на друг член на съвета и през следващите две години не може отново да заема поста. Над входа на двореца се вижда и до днес изсечен надписът: OBLITI PRIVATORV PVBLICACVRATE („Забравете за личните си дела, мислете за общото благо“). Според правилата на съвета князът няма право да излиза от двореца по лични дела, а единствено за изпълнение на служебните си отговорности или в случай на болест. Целият долен етаж бил предназначен за администрацията. Тук се намират работният кабинет на княза, съвещателната зала, оръжейният склад, съдът, а в подземията – тъмницата. На горния етаж са разположени жилищните помещения на княза. В двореца се пазят и ключовете от градските порти, които се заключвали през нощта.
През 1435 г. дворецът пострадва сериозно от взрив и ремонтът му продължава чак до 1463 г. Силното земетресение от 1667 г. също му нанася големи щети, но основно са засегнати интериорът и колоните и арките в двора и галерията. Пораженията са възстановявани през следващите тридесет години.
Сградата е използвана като княжеска резиденция до 1808 г., когато френският маршал Огюст Мармон по заповед на Наполеон премахва републиканската форма на управление в Дубровник.

## Архитектура
Фасадата на Княжеския дворец съчетава елементи от различни архитектурни стилове като готика, ренесанс и барок. Днешният вид на сградата е заслуга на неаполитанския архитект Онофрио де ла Кава, който я възстановява след взрива от 1435 г. Тук се изявяват представители на различни прочути художествени школи – италиански, австрийски, местните дубровнишки и др., за което днес свидетелстват например таваните с техните изящни златисти релефи.
От 1872 г. Княжеският дворец е превърнат в музей. Тук е поставен и единственият паметник, който е издиган през цялото 450-годишно съществуване на Дубровнишката република – на богатия моряк Михо Працат, който завещава всичкото си богатство на Дубровник през XVII в.